# Ferdinand Sander (Pädagoge)

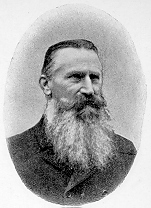
Ferdinand Sander, 1903

Karl Heinrich Philipp Ferdinand Sander (* 12. September 1840 in Geismar; † 29. September 1921 in Bremen) war ein deutscher Pädagoge, protestantischer Pfarrer und Autor.

## Biografie
Ferdinand Sander wurde als Sohn des Pastors Philipp Sander (1806–1874) und seiner Ehefrau (seit 1833) Julie Elisabeth Sander, geb. Kreibohm (1806–1875) in Geismar bei Göttingen geboren. Er besuchte das Gymnasium in Göttingen und studierte von 1858 bis 1861 an der dortigen Universität Theologie bei Friedrich Lücke, der mit seinem Vater befreundet war.
Von 1862 bis 1865 war er Gymnasiallehrer und Hilfsprediger in Lüneburg. Anschließend wurde er Rektor der gehobenen Stadtschule in Walsrode. 1867 ging er als Pastor diaconus nach Gronau an der Leine. Im Deutsch-Französischen Krieg 1870/71 meldete er sich freiwillig und erhielt als Felddivisionspfarrer beim XI. Armeekorps das Eiserne Kreuz zweiter Klasse verliehen. 1872 widmete er sich endgültig der Pädagogik und wurde Seminardirektor am Evangelischen Lehrerseminar im hessischen Schlüchtern. 1874 übernahm er das Amt eines Oberschulrates und Seminardirektors in Oldenburg, bevor er 1877 in den preußischen Staatsdienst zurückkehrte. Bis 1886 wirkte er als Regierungs- und Schulrat in Breslau, unter anderem als Dezernent der Oberrealschule nebst Fachschulen. Auf ministeriellen Wunsch übernahm er 1886 die Leitung der vereinigten königlichen Schulanstalten im entlegenen Bunzlau (Gymnasium, Waisenhaus, Schullehrerseminar, Mittelschule). 1894 folgte er dem Ruf in die Freie und Hansestadt Bremen, wo er als Schulrat bis 1912 das gesamte höhere und niedere Schulwesen unter sich hatte.
Er kam nicht nur in deutschen Landen herum, sondern machte auch Studienreisen nach Belgien, Dänemark, Schweden (1880), England (1884) und den Niederlanden (1885).
Ferdinand Sander verfasste einige Beiträge in theologischen und pädagogischen Zeitschriften, Schulprogrammen sowie Sammelwerken zu theologischen und kulturgeschichtlichen Themen: Dante Alighieri, Hugenotten, biographische Studien (vor allem zu Personen aus dem Bekanntenkreis seiner Familie). Bekannt wurde er als langjähriger Bearbeiter der pädagogischen Artikel in Meyers (Großem) Konversationslexikon (4. Aufl. 1885–1890 bis 6. Aufl. 1902–1908) sowie als Autor in der Allgemeinen Deutschen Biographie. 1883 und 1889 veröffentlichte er fernab in Schlesien ein eigenes Lexikon der Pädagogik. Er arbeitete auch an der Beilage zur Allgemeinen Zeitung mit und gab Lückes Briefwechsel mit den Brüdern Grimm (Hannover 1891) heraus.
Bildungspolitisch engagierte er sich in der 1893 gegründeten Comenius-Gesellschaft und war Mitglied deren Verwaltungsrats.

## Schriften (Auswahl)
- Dante Alighieri, Hannover 1872; 2. Auflage 1887
- Lexikon der Pädagogik. Handbuch für Volksschullehrer, Breslau 1883
  - 2. Auflage: Lexikon der Pädagogik. Handbuch für Lehrer und Erzieher, Breslau 1888 (Digitalisat)
- Die Hugenotten und das Edikt von Nantes, Breslau 1885
- Mahnworte aus ernster Zeit, Blätter der Erinnerung an das Kriegsjahr 1870/71, Hannover 1887
- Friedrich Lücke, Lebens- und Zeitbild, Breslau 1891
- Deo Patriae Litteris, gesammelte Vorträge und Aufsätze, Breslau 1894
- Geschichte der Volksschule, in Schmids Geschichte der Erziehung, 5. Bd., 3. Teil, Stuttgart 1902